# Gymnoclytia immaculata
Gymnoclytia immaculata är en tvåvingeart som beskrevs av Macquart 1843. Gymnoclytia immaculata ingår i släktet Gymnoclytia och familjen parasitflugor. Inga underarter finns listade i Catalogue of Life.